# Ángel Osvaldo Nessi
Ángel Osvaldo Nessi (Chivilcoy, 25 de agosto de 1915-La Plata, 10 de abril de 2000) fue un escritor, profesor, historiador y crítico de arte argentino.

## Biografía
Nessi realizó sus estudios universitarios en la Facultad de Humanidades y Ciencias de la Educación de la Universidad Nacional de La Plata, donde se graduó como Profesor en Letras en 1941. Entre sus profesores estuvieron Carlos Ringuelet y Arturo Marasso. En 1948 obtuvo el título de doctor en la misma casa de estudios con una tesis sobre Fernando Fader y la pintura argentina supervisada por José R. Destéfano.
En el ámbito de la Universidad Nacional de La Plata, ejerció como profesor en Historia del Arte en la Escuela Superior de Bellas Artes (actualmente, Facultad de Artes) desde 1959 y la Facultad de Humanidades y Ciencias de la Educación entre 1948 y 1957.

Ángel Osvaldo Nessi inaugurando una exposición en la Escuela Superior de Bellas Artes, 1963.

En 1961, fundó el Instituto de Estudios Artísticos (IEA) junto al pintor César López Osornio y a las estudiantes María Luz Agriano, María Angélica Martín Boden y Berta Crespi López. Esa estructura ofició de sello editorial para la publicación de ensayos y carpetas de artistas. La primera publicación del IEA fue El arte como experiencia vital (1961) de Héctor José Cartier, pintor y profesor de la materia Visión en la Escuela Superior de Bellas Artes. La segunda publicación estuvo dedicada a Emilio Pettoruti y consistió en una carpeta de reproducciones de obras del pintor acompañadas por análisis de las obras a cargo de Nessi.
En 1961 impulsó la creación de la primera carrera universitaria especializada en Historia del Arte en Argentina, con lugar en la Universidad Nacional de La Plata. Posteriormente, en 1975, fundó, junto con Fernando Moliné y Jorge López Anaya, el Instituto de Historia del Arte Argentino y Americano en la misma universidad.

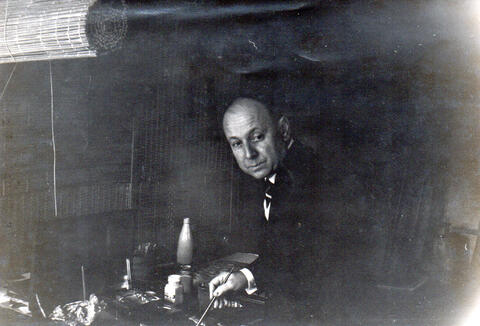
Ángel Osvaldo Nessi en 1966.

Como director del Instituto, en 1977 creó y dirigió hasta 1985 el Boletín de Arte, una publicación oficial sobre Historia del Arte que continúa editándose hasta la actualidad.Entre 1964 y 1966 fue director del Museo Provincial de Bellas Artes, ubicado en la capital de la Provincia, La Plata.
En 1991 renunció a sus cargos en la Universidad Nacional de La Plata.
Nessi fue autor de varios libros, entre los que pueden destacarse Situación de la pintura argentina (1956), Malharro (1957), El atelier Pettoruti (1963), Técnicas de investigación en la historia del arte (1968), La escultura de Antonio Sibellino (1979), Paparella (1981) y Pettoruti. Un clásico en la vanguardia (1987). También escribió ensayos y artículos de crítica de arte en diarios y revistas como El Argentino, Anuario Plástica y Revista de la Universidad. Se desempeñó como secretario de redacción en la revista Imagen, publicación oficial de la Escuela Superior de Bellas Artes, y como codirector en el suplemento poético Caracol.
El fondo personal de Nessi se encuentra en el Archivo y Centro de Documentación del Instituto de Historia del Arte Argentino y Americano de la Facultad de Artes de la Universidad Nacional de La Plata. Asimismo, está disponible en el repositorio de la Red de Archivos de la misma universidad.

## Libros
- 1943. Soledades. Ilustrado por Mane Bernardo. Buenos Aires: Editorial Colombo.
- 1956. Situación de la pintura argentina. La Plata: Angel Osvaldo Nessi
- 1963. Homenaje a Emilio Pettoruti. La Plata: Instituto de Estudios Artísticos.
- 1963. El Atelier Pettoruti. Un taller de dibujo, pintura y composición abstracta en Buenos Aires 1947-1952. Buenos Aires: Ediciones Culturales Argentinas
- 1968. Técnicas de investigación en la historia del arte. Buenos Aires: Nova
- 1982. Diccionario Temático de las Artes en La Plata 1881-1982. La Plata: Universidad Nacional de La Plata. Facultad de Bellas Artes.
- 1988. Emilio Pettoruti. Un clásico en la vanguardia. Buenos Aires: Estudio de Arte

## Membresías
Ángel Osvaldo Nessi fue miembro de la Asociación Argentina de Críticos de Arte (AACA) y de la College Art Association. Asimismo, se desempeñó de manera activa en instituciones como el Instituto de Estudios Artísticos y el Museo Provincial de Bellas Artes de La Plata.